# Jean-Guy Gautier
Pour les articles homonymes, voir Gautier.

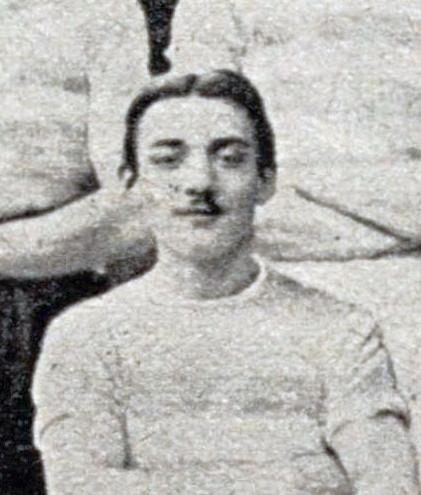
Jean-Guy Gautier en 1893 (champion de France du 100 mètres).

Jean-Guy Gautier est un joueur de rugby à XV et un athlète français, né le 30 décembre 1875 à Jarnac et mort le 23 octobre 1938 à Cognac, de 1,75 m pour 73 kg.

## Biographie
Il évolue en rugby au poste de trois-quarts centre, troisième ligne centre, pilier gauche (aux J.O.) et seconde ligne, à l’Olympique (jusqu’en 1899), au Stade français et en équipe olympique, et enfin au Stade bordelais UC en 1903 puis à l'US Cognac.
Il s'illustre par ailleurs en athlétisme en remportant, sous les couleurs du Racing club de France, six titres de champion de France : quatre sur 100 mètres (en 1893, 1894, 1895 et 1897), et deux sur 400 mètres et au saut en longueur (en 1894). Il est aussi vice-champion national sur 400 mètres en 1896 et sur 100 mètres en 1898. Il améliore le record de France du 100 m en 1894 (11 s), celui du 400 m en 1894 (51 s 6), et celui du saut en longueur en 1894 également (5,94 m).
Il devient ensuite agent de courtage en vins et spiritueux (essentiellement de la région de Cognac).

## Carrière

### En club
- Racing Club de France (1893-1894)
- Olympique (1895-1896)
- Stade français Paris (1897-1901)
- SBUC (1902).

## Palmarès en rugby à XV

### En club
- Champion de France en 1896 (Olympique) et 1901 (Stade français).
- Vice-champion de France en 1895 (Olympique).

### En sélection
- champion olympique en 1900 (trois-quart centre, médaille non officielle).

## Liens externes

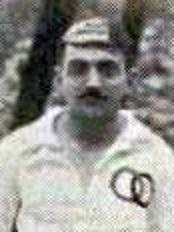
Jean-Guy Gautier en 1900 (JO).